# لگو جنگ ستارگان: حماسه اسکای‌واکر
لگو جنگ ستارگان: حماسه اسکای‌واکر (انگلیسی: Lego Star Wars: The Skywalker Saga) یک بازی ویدئویی با مضمون لگو در سبک اکشن-ماجراجویی است که در ۵ آوریل  ۲۰۲۲ یعنی ۱۶ فروردین ۱۴۰۱ در پلت‌فرم‌های ایکس‌باکس وان، پلی‌استیشن ۴، نینتندو سوئیچ، مایکروسافت ویندوز، مک‌اواس، پلی‌استیشن ۵ و ایکس‌باکس سری ایکس و سری اس منتشر شد.